# Venera, Kupid, Norost in Čas
Venera, Kupid, Norost in Čas (imenovana tudi Alegorija Venere in Kupida in Venerino zmagoslavje) je alegorična slika iz leta 1545 florentinskega slikarja Agnola Bronzina. Zdaj je v Narodni galeriji v Londonu. Učenjaki ne vedo zagotovo, kaj slika prikazuje.
Slika je postala znana kot Venera, Kupid, Norost in Čas, in na splošno velja, da so to glavne figure (pri čemer "Norost" predstavlja to ali poosebitev podobnega koncepta). Kupid in Venera se poljubljata v ospredju, medtem ko se putto Norost pripravlja, da ju bo zasul z vrtnimi listi. Plešasti Čas na vrhu gleda in drži krpo. Pomen ostalih treh figur in interakcije med njimi je veliko manj gotov. Slika prikazuje ambivalentnost, erotičnost in nejasne podobe, ki so značilne za obdobje manierizma in Bronzinovega mojstra Pontorma.

## Slika
Sliko je morda naročil Cosimo I. Medičejski, veliki vojvoda Toskane, ali Francesco Salviati, da bi jo predstavil kot darilo Francu I. Francoskemu. Giorgio Vasari je zapisal, da je bila Bronzinova slika, verjetno ta, poslana kralju Francu, čeprav ne navaja, kdo: »Naredil je sliko izjemne lepote, ki je bila poslana kralju Francu v Francijo; na njej je bila gola Venera s Kupidom, ki jo poljublja, na eni strani pa Užitek in Igra z drugimi ljubeznimi; na drugi strani pa Prevara, Ljubosumje in druge ljubezenske strasti (da ne omenjamo časa).
Erotični posnetki bi bili všeč okusom, ki so v tem času prevladovali na medičejskih in francoskih dvorih. Pozornost na teksturo in bogastvo je tudi skladna z Bronzinovim aristokratskim pokroviteljstvom. Sliko je Napoleon prinesel iz Pariza na Dunaj, kjer jo je leta 1813 Johann Keglević dobil v last od Franza Wenzla, graf von Kaunitz-Rietberg. Od leta 1860 je v Londonu.
Figuro Venere lahko primerjamo z dragocenim predmetom (kot je marmorni kip) v razkošnem okolju, zaželenem zaradi njene nedostopnosti. V tej veliki, nenavadno hladni kompoziciji, ki je premišljeno zgrajena na kontrapunktu nasprotujočih si gibov, je najbolj fino delo obdelava obrazov. Bronzino, znan predvsem kot portretist, je naslikal več skrbno izrisanih portretov družine Medici.

## Znanstvena razprava
V klavstrofobičnem ospredju slike je stisnjenih več osebnosti, katerih identitete so bile predmet obsežne znanstvene razprave. Včasih so ga imenovali tudi Venerino zmagoslavje. Njegov pomen pa ostaja nedosegljiv. Kupid, skupaj s svojo materjo (Venera) in golim puttom na desni, vsi pozirajo v tipični manieristični obliki figura serpentinata.
Dve osrednji figuri sta prepoznavni kot Venera in Kupid. Ona na primer drži zlato jabolko, ki ga je osvojila v Parsovi sodbi, medtem ko ima on značilna krila in tulec. Obe figuri sta goli, osvetljeni s sijočo belo svetlobo. Kupid boža mamine gole prsi in poljublja njene ustnice. Putto na desni strani Kupida in Venere, ki se pripravlja, da ju posuje s cvetnimi listi vrtnic, se pogosto identificira kot Norost. Ob natančnejšem pregledu je mogoče videti njegovo desno stopalo, prebodeno z velikimi koščki vrtničnega trna – dogodek, ki nima nobenega vpliva na njegov izraz, ki se zdi zatopljen v užitek trenutka.
Bradata, plešasta postava v zgornjem desnem kotu prizora naj bi bila Čas, glede na peščeno uro za njim. Močno iztegne roko v desno. Spet je težko z gotovostjo razlagati njegovo gesto; morda je preprečiti, da bi figura na skrajni levi strani slike zaščitila incestuozne transgresije Venere in mladostnega Kupida z valovito modro tkanino, ki predstavlja zaslon med figurama v ospredju in ozadju. Številni učenjaki verjamejo, da se zdi, da njegova gesta pravi: »Čas je minljiv in nikoli ne veš, kdaj bo vsega konec«. Figura nasproti Časa, ki se prav tako grabi za draperijo, se običajno imenuje Pozaba zaradi pomanjkanja vsebine v njegovi obliki - brezočne jamice in maski podobna glava. Maski podoben obraz te figure odmeva podoba dveh dejanskih mask v spodnjem desnem kotu.
Identiteta preostalih figur je še bolj dvoumna. Starka, ki si trga lase (glej podrobnosti na levi), je bila imenovana Ljubosumje – čeprav nekateri verjamejo, da predstavlja uničujoče učinke sifilisa. Bitje na desni strani za nedolžnim videzom putta, z dekliškim obrazom in skritim telesom, podobnim sfingi, z glavo, zasukano pod nenaravnim kotom, z obrnjenimi rokami, z desnico izteguje satovje in se skriva zadaj njen hrbet škorpijonova bodica na koncu njenega dolgega kačastega repa lahko predstavlja Užitek in Goljufijo. Vendar pa o teh identifikacijah ni soglasja.

## V popularni kulturi
- Stopalo v spodnjem levem kotu je vir simbolične noge Monty Python.[8]
- Slika je obravnavana v romanu The Nice and the Good Iris Murdoch.[9]
- Slika je obravnavana v spominih Nell Irvin Painter Old in Art School.
- Slika je obravnavana v romanu Robertsona Daviesa What's Bred in the Bone.
- Slika je omenjena v The Bone Clocks Davida Mitchella.
- Slika je uporabljena v filmu Simona Ravena The Survivors kot predstavitev in spodbujanje zloma Patricie Llewellyn.
- Slika je naslov 22. epizode Switched at Birth.
- Ime slike je tudi ime box seta pop skupine The Divine Comedy.